# Mauro Salizzoni
Mauro Salizzoni (Ivrea, 14 aprile 1948) è un medico e politico italiano.
Ha diretto dal 1990 al 2018 il Centro Trapianti di fegato dell'Ospedale Molinette di Torino.

## Biografia
Figlio di una coppia di operai eporediesi, dopo un periodo di studi caratterizzato dalla militanza attiva nel movimento studentesco consegue nel 1973 la laurea in medicina e chirurgia presso l'Università degli Studi di Torino, specializzandosi presso lo stesso ateneo in chirurgia generale nel 1978 e in chirurgia toraco-polmonare nel 1981. Nello stesso anno completa la sua formazione a Parigi presso la clinica chirurgica diretta da J. N. Maillard; prosegue i suoi studi a Hanoi, in Vietnam, dove tra il 1983 e 1984 si specializza in chirurgia epatica ed esofagea con Nguyen Duong Quang, partecipando all'attività sperimentale di trapianto epatico e dove impara a tagliare il fegato da trapiantare con le mani, senza bisturi, utilizzando una tecnica che consente di asportare una quantità di tessuto notevolmente inferiore. Tra il 1986 e il 1989 lavora e si specializza nell'équipe di trapianto epatico diretta da Jean Bernard Otte a Bruxelles.
Tornato in Italia, nell'ottobre 1990 diventa responsabile dell'attività chirurgica di trapianto di fegato all'Ospedale Molinette, ottenendo il ruolo di primario nel 1993 e successivamente divenendo direttore del centro trapianto di fegato del medesimo ospedale.
Nel 2002 il reparto dell'Ospedale Molinette viene colpito prima da un'epidemia di legionella che causa la morte di due suoi pazienti, poi da una di aspergillosi, che causa dodici morti tra i ricoverati; le indagini del procuratore Raffaele Guariniello evidenziano cause non collegate all'attività operatoria ma alle precarie condizioni della sanità italiana di quel tempo, che porteranno alla condanna i dirigenti dell'Ospedale Molinette.
Nel 2003 viene nominato presidente della commissione nazionale antidoping di Federciclismo, da cui si dimette tre anni dopo per gli scarsi risultati ottenuti a fronte delle spese della struttura.
Dal 2006 al 2018 è professore ordinario di chirurgia generale presso la facoltà di medicina e chirurgia dell'Università di Torino, nonostante vi sia stata una resistenza da parte del mondo universitario alla sua nomina.
È stato componente del Consiglio superiore di sanità (II sezione) dal 2003 al 2006 e dal 2009 al 2012.
A seguito del pensionamento nel novembre 2018 decide di prestare servizio gratuito per un anno presso l'ospedale in cui lavorava.
Salizzoni è membro dell'Accademia di medicina di Torino e di diverse società scientifiche del settore della chirurgia.

### L'attività presso le Molinette
Nell'ottobre 1990 Salizzoni ha fondato il centro trapianti di fegato dell'ospedale Molinette di Torino, a partire dal 1999 il Centro svolge anche attività di trapianto di pancreas, pancreas – rene, pancreas-fegato, fegato-rene e insule pancreatiche.
Dalla ristrutturazione del 2004 il centro è intitolato a Sergio Curtoni.
Nel 2011, il centro risulta tra i primi cinque al mondo per numero di trapianti di fegato effettuati, secondo uno studio dell'Università di Heidelberg.
Nel periodo di attività di Salizzoni il centro ha effettuato oltre 3000 trapianti di fegato.

### Interventi rilevanti
Il 10 ottobre 1990 avviene, con un intervento di dieci ore, il primo trapianto di fegato del nosocomio torinese su un paziente di 44 anni affetto da epatite virale che poi sopravvisse per 13 anni.
Il 10 gennaio 1993 viene avviato il progetto che porterà al primo trapianto pediatrico il 14 ottobre 1999, per poi diventare di routine anche su pazienti molto piccoli con malattie congenite.
Nel 1994 viene applicata a Torino per la prima volta la tecnica dello split, consistente nel trapiantare a due persone diverse il fegato di un unico donatore, appositamente sezionato, modalità ripetuta a causa della sua complessità solo quattro anni dopo.
Nel 1995 viene effettuato per la prima volta in Italia (il settimo nel mondo) un trapianto di fegato al buio su un paziente affetto da porfiria e quindi in pericolo di vita nel caso in cui il suo sangue fosse stato colpito dalle luci della sala operatoria.
L'anno successivo viene effettuato il primo trapianto domino in Italia (e il quarto assoluto nel mondo), consistente nel trapiantare il fegato di una persona deceduta in un paziente che a sua volta dona il suo fegato ad un altro paziente, con un intervento durato complessivamente 27 ore.
Nel 1998 l'équipe di Salizzoni riceve per prima in Italia il cosiddetto fegato artificiale, fino a quel momento presente solo a Parigi e a Boston: un'apparecchiatura necessaria a contrastare le epatiti fulminanti in attesa del trapianto e i cui filtri sono formati da cellule epatiche di maiale allevati in un laboratorio di Lexington.
Per salvare i pazienti che hanno la massima urgenza perché in pericolo di vita il centro sperimenta anche, unico in Italia, la tecnica del trapianto temporaneo raggiungendo inoltre il record europeo di 100 trapianti in un anno.
Nel 2003 viene effettuato un trapianto, da donatore vivente, su una bimba di soli otto mesi, con un'équipe multidisciplinare di otto specialisti che lavora ininterrottamente per 13 ore alla presenza del maestro di Salizzoni, Jean Bernard Otte, arrivato apposta dal Lussemburgo per seguire l'evento. Nello stesso anno viene effettuato il primo trapianto in Italia di fegato donato da un soggetto già ricevente, venti anni prima, di un cuore impiantato a Lione.
Nel 2009 viene effettuato in reparto il primo trapianto in Italia di due polmoni e un fegato, con una permanenza in sala operatoria durata dodici ore.
Nel 2015 viene effettuato un intervento, della durata complessiva di 17 ore, su una bimba di cinque mesi e un doppio trapianto di midollo-fegato, unico in Italia e secondo al mondo, su un paziente affetto da Sindrome da iper-IgM proveniente dal Venezuela.
Il 17 luglio 2017 il centro trapianti raggiunge il primo record europeo di trapianti dall'inizio della sua attività, 3.000, destinato a essere poi nuovamente battuto 
Tra il 10 e il 14 dicembre 2022, il centro trapianti stabilisce il record italiano di trapianti, 24 in 100 ore: 9 fegati, 12 reni, 2 polmoni e 1 cuore da 11 diversi donatori di 10 città diverse, che hanno salvato 22 vite e coinvolto oltre 400 operatori tra medici, infermieri e altre figure professionali. Viene anche superato il record italiano per trapianto di fegato da un ultranoventenne (97enne per la precisione), il cui primato precedente spettava sempre allo stesso centro .
Nel 2023 il centro stabilisce il record, italiano ed europeo, per numero di trapianti di fegato effettuati: più di 4.000 nel corso dei suoi 33 anni di attività (per l'esattezza 4.013), abbattendo il record di trapianti di fegato in un anno da essi stessi detenuto e portandolo a 180 (il precedente, del 2005, era 166): in pratica, un trapianto ogni due giorni. Il Centro Trapianti di Torino primeggia in Italia anche per i risultati di sopravvivenza (dati del Report del Centro Nazionale Trapianti di Roma di luglio 2023), che a 5 anni è dell’87,6% negli adulti trapiantati di fegato nel periodo 2014-2020 e del 96% nei bambini.
Nel febbraio 2024, in collaborazione con la Fondazione Policlinico Agostino Gemelli di Roma, viene effettuato, primo al mondo, un doppio trapianto sequenziale, prima quello microbiota fecale, poi quello di fegato, su un paziente affetto dalla nascita da Malattia policistica renale con interessamento epatico e ai reni .
Nel settembre 2024, viene effettuato un trapianto del blocco cuore e fegato (non dei singoli organi), mantenuti uniti dalla vena cava inferiore: al momento dell'impianto quindi gli organi sono trapiantati non in combinazione ma simultaneamente, senza nessuna sequenza. Una prima volta per l'Italia e per l'Europa .
Nell'aprile 2025 una ventunenne, cui era stato già effettuato un trapianto di fegato dal prof. Salizzoni in passato a causa di una grave malformazione chiamata atresia delle vie biliari e i cui tre canali principali a cui normalmente viene unito il fegato (vena porta, arteria epatica e via biliare) erano diventati inutilizzabili, è salvata grazie a una tecnica totalmente extra-anatomica mai utilizzata prima, chiamata “trasposizione cavo-portale” (la vena cava inferiore è tagliata e unita alla vena porta del fegato donato) in cui il nuovo fegato è stato collegato direttamente all’aorta addominale della paziente. Per completare l’intervento, la via biliare del fegato è stata collegata direttamente ad un tratto dell’intestino .
Nel giugno 2025 una bimba di meno di 6 mesi e poco più di 5 kg di peso, colpita da una rara malformazione delle vie biliari, è salvata grazie ad un intervento eseguito per la prima volta in Italia: il trapianto della parte sinistra del fegato donato dalla mamma 32enne e l'autotrapianto di vena giugulare per sostituire la vena porta indurita e ristretta .

## Attivismo politico e civile
Iscritto prima al PSIUP e poi al PCI, viene arrestato ed incarcerato durante una manifestazione del periodo della contestazione; viene difeso dall'avvocato Ugo Spagnoli per conto del partito, dal quale poi uscirà per divergenze sull’intervento militare italiano in Afghanistan.
Nel 1991 aderisce a Rifondazione comunista, divenendo capolista e in seguito consigliere comunale alle elezioni di Ivrea nel 1994; successivamente diventa responsabile della commissione sanitaria del partito. Nel 2002 il suo reparto operò uno straniero senza permesso di soggiorno che non avrebbe avuto diritto al trapianto in quanto non iscritto all'anagrafe.
Esce da Rifondazione nel 2008, per aderire ai Comunisti Italiani, quando il governo di Romano Prodi dovette dimettersi per il mancato appoggio di due senatori di Rifondazione.
Nel 2018 viene candidato al consiglio comunale di Ivrea, risultando primo eletto con 437 preferenze.
Sempre nel 2018 il chirurgo venne indicato da alcuni ambienti politicamente vicini al PD come il possibile candidato alla presidenza della Regione Piemonte; in seguito come candidato ufficiale venne però riproposto il presidente uscente Sergio Chiamparino. L'anno successivo è eletto alle elezioni regionali in Piemonte del 2019, nella lista PD del presidente uscente Sergio Chiamparino e come indipendente.
Nell'agosto 2019, a seguito di elezione come consigliere regionale ed eletto altresì come vicepresidente di Palazzo Lascaris nel mese di luglio, lascia la carica di consigliere comunale a Ivrea.

## Riconoscimenti
- Nel 2001 riceve il premio Bogia nen della Camera di commercio di Torino[55]
- Nello stesso anno viene insignito del Premio Martinetto attribuito dall'Accademia delle Scienze di Torino[56]
- Nel 2013 viene nominato "torinese dell'anno" dalla Camera di commercio di Torino[57]
- Nel 2015 riceve, insieme alla sua équipe di trapianti, il premio cittadino di Alba Tartufo dell'anno[58]
- Nel 2017 riceve il premio Gratitudine dalla città di Bra[59]
- Nel 2018 ottiene la cittadinanza onoraria di Samone[60] e Bollengo[61].